# Grand Prix Japonii 2017

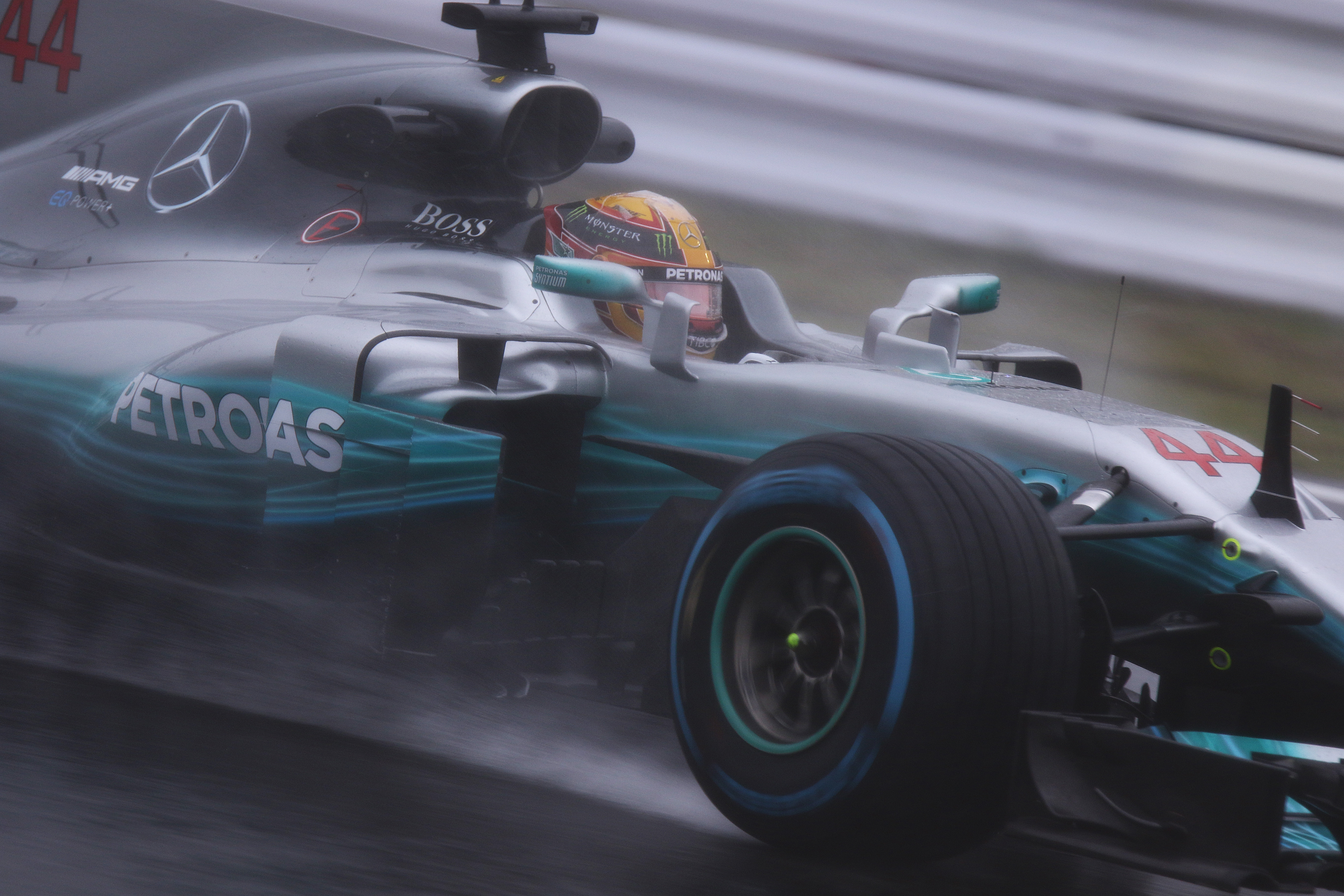
Lewis Hamilton podczas treningu

Grand Prix Japonii 2017 (oficjalnie 2017 Formula 1 Japanese Grand Prix) – szesnasta eliminacja Mistrzostw Świata Formuły 1 w sezonie 2017. Grand Prix odbyło się w dniach 6–8 października na torze Suzuka International Racing Course w mieście Suzuka.

## Lista startowa
Źródło: Wyprzedź Mnie!
| Nr | Kierowca          | Zespół                           | Samochód                      | Silnik                | Opony |
| -- | ----------------- | -------------------------------- | ----------------------------- | --------------------- | ----- |
| 2  | Stoffel Vandoorne | McLaren Honda Formula 1 Team     | McLaren MCL32                 | Honda RA617H 1.6T V6  | P     |
| 3  | Daniel Ricciardo  | Red Bull Racing                  | Red Bull RB13                 | TAG Heuer 1.6T V6     | P     |
| 5  | Sebastian Vettel  | Scuderia Ferrari                 | Ferrari SF70H                 | Ferrari 059/5 1.6T V6 | P     |
| 7  | Kimi Räikkönen    | Scuderia Ferrari                 | Ferrari SF70H                 | Ferrari 062 1.6T V6   | P     |
| 8  | Romain Grosjean   | Haas F1 Team                     | Haas VF-17                    | Ferrari 062 1.6T V6   | P     |
| 9  | Marcus Ericsson   | Sauber F1 Team                   | Sauber C36                    | Ferrari 059/5 1.6T V6 | P     |
| 10 | Pierre Gasly      | Scuderia Toro Rosso              | Toro Rosso STR12              | Renault 1.6T V6       | P     |
| 11 | Sergio Pérez      | Sahara Force India F1 Team       | Force India VJM10             | Mercedes 1.6T V6      | P     |
| 14 | Fernando Alonso   | McLaren Honda Formula 1 Team     | McLaren MCL32                 | Honda RA617H 1.6T V6  | P     |
| 18 | Lance Stroll      | Williams Martini Racing          | Williams FW40                 | Mercedes 1.6T V6      | P     |
| 19 | Felipe Massa      | Williams Martini Racing          | Williams FW40                 | Mercedes 1.6T V6      | P     |
| 20 | Kevin Magnussen   | Haas F1 Team                     | Haas VF-17                    | Ferrari 059/5 1.6T V6 | P     |
| 27 | Nico Hülkenberg   | Renault Sport Formula One Team   | Renault R.S.17                | Renault 1.6T V6       | P     |
| 30 | Jolyon Palmer     | Renault Sport Formula One Team   | Renault R.S.17                | Renault 1.6T V6       | P     |
| 31 | Esteban Ocon      | Sahara Force India F1 Team       | Force India VJM10             | Mercedes 1.6T V6      | P     |
| 33 | Max Verstappen    | Red Bull Racing                  | Red Bull RB13                 | TAG Heuer 1.6T V6     | P     |
| 44 | Lewis Hamilton    | Mercedes AMG Petronas Motorsport | Mercedes AMG F1 W08 EQ Power+ | Mercedes 1.6T V6      | P     |
| 55 | Carlos Sainz Jr.  | Scuderia Toro Rosso              | Toro Rosso STR12              | Renault 1.6T V6       | P     |
| 77 | Valtteri Bottas   | Mercedes AMG Petronas Motorsport | Mercedes AMG F1 W08 EQ Power+ | Mercedes 1.6T V6      | P     |
| 94 | Pascal Wehrlein   | Sauber F1 Team                   | Sauber C36                    | Ferrari 059/5 1.6T V6 | P     |
| Nr | Kierowca          | Zespół                           | Samochód                      | Silnik                | Opony |

## Wyniki

### Sesje treningowe
Źródło: Wyprzedź Mnie
| Sesja | Nr | Kierowca         | Konstruktor | Czas     | Okr. |
| ----- | -- | ---------------- | ----------- | -------- | ---- |
| 1     | 5  | Sebastian Vettel | Ferrari     | 1:29,166 | 23   |
| 2     | 44 | Lewis Hamilton   | Mercedes    | 1:48,719 | 4    |
| 3     | 77 | Valtteri Bottas  | Mercedes    | 1:29,055 | 9    |

### Kwalifikacje
Źródło: Wyprzedź Mnie
| Poz. | Nr | Kierowca          | Konstruktor | Q1       | Q2       | Q3       | Poz. s. |
| --- | --- | ----------------- | ----------- | -------- | -------- | -------- | ------- |
| 1 | 44 | Lewis Hamilton    | Mercedes    | 1:29,047 | 1:27,819 | 1:27,319 | 1       |
| 2 | 77 | Valtteri Bottas   | Mercedes    | 1:29,332 | 1:28,543 | 1:27,651 | 6       |
| 3 | 5 | Sebastian Vettel  | Ferrari     | 1:29,352 | 1:28,225 | 1:27,791 | 2       |
| 4 | 3 | Daniel Ricciardo  | Red Bull    | 1:29,475 | 1:28,935 | 1:28,306 | 3       |
| 5 | 33 | Max Verstappen    | Red Bull    | 1:29,181 | 1:28,747 | 1:28,332 | 4       |
| 6 | 7 | Kimi Räikkönen    | Ferrari     | 1:29,163 | 1:29,079 | 1:28,498 | 10      |
| 7 | 31 | Esteban Ocon      | Force India | 1:30,115 | 1:29,199 | 1:29,111 | 5       |
| 8 | 11 | Sergio Pérez      | Force India | 1:29,696 | 1:29,343 | 1:29,260 | 7       |
| 9 | 19 | Felipe Massa      | Williams    | 1:30,352 | 1:29,687 | 1:29,480 | 8       |
| 10 | 14 | Fernando Alonso   | McLaren     | 1:30,525 | 1:29,749 | 1:30,687 | 20      |
| 11 | 2 | Stoffel Vandoorne | McLaren     | 1:30,654 | 1:29,778 |          | 9       |
| 12 | 27 | Nico Hülkenberg   | Renault     | 1:30,252 | 1:29,879 |          | 11      |
| 13 | 20 | Kevin Magnussen   | Haas        | 1:30,774 | 1:29,972 |          | 12      |
| 14 | 30 | Jolyon Palmer     | Renault     | 1:30,516 | 1:30,022 |          | 18      |
| 15 | 55 | Carlos Sainz Jr.  | Toro Rosso  | 1:30,565 | 1:30,413 |          | 19      |
| 16 | 8 | Romain Grosjean   | Haas        | 1:30,849 |          |          | 13      |
| 17 | 10 | Pierre Gasly      | Toro Rosso  | 1:31,317 |          |          | 14      |
| 18 | 18 | Lance Stroll      | Williams    | 1:31,409 |          |          | 15      |
| 19 | 9 | Marcus Ericsson   | Sauber      | 1:31,597 |          |          | 16      |
| 20 | 94 | Pascal Wehrlein   | Sauber      | 1:31,885 |          |          | 17      |
| Poz. | Nr | Kierowca          | Konstruktor | Q1       | Q2       | Q3       | Poz. s. |
| \| Legenda \| Legenda \| \| ------------------------ \| ---------------------------------------------------------------------------------------------------------------------------------------------------------------------------------------------------------------------------------------------------------------- \| \| Poz. Nr Q1 Q2 Q3 Poz. s. \| Pozycja zajęta w sesji kwalifikacyjnej Numer startowy kierowcy Wynik uzyskany w pierwszej części kwalifikacji Wynik uzyskany w drugiej części kwalifikacji Wynik uzyskany w trzeciej części kwalifikacji Pozycja startowa po uwzględnięniu kar, przesunięć, itp. \| | |                   |             |          |          |          |         |
| Legenda | |                   |             |          |          |          |         |
| Poz. Nr Q1 Q2 Q3 Poz. s. | Pozycja zajęta w sesji kwalifikacyjnej Numer startowy kierowcy Wynik uzyskany w pierwszej części kwalifikacji Wynik uzyskany w drugiej części kwalifikacji Wynik uzyskany w trzeciej części kwalifikacji Pozycja startowa po uwzględnięniu kar, przesunięć, itp. |                   |             |          |          |          |         |

Uwagi
1. 1 2  Valtteri Bottas i Kimi Räikkönen otrzymali karę cofnięcia na starcie o 5 pozycji za nieprzewidzianą zmianę skrzyni biegów.
2. ↑  Fernando Alonso otrzymał karę cofnięcia o 35 pozycji za przekroczenie limitu użycia części jednostki napędowej.
3. 1 2  Jolyon Palmer i Carlos Sainz Jr. otrzymali kary cofnięcia o 20 pozycji za przekroczenie limitu użycia części jednostki napędowej.

### Wyścig
Źródło: Wyprzedź Mnie!
| P                 | + / –     | Nr | Kierowca          | Konstruktor | Okr. | Czas / Strata | Komentarz        |
| ----------------- | --------- | -- | ----------------- | ----------- | ---- | ------------- | ---------------- |
| 1                 | Bez zmian | 44 | Lewis Hamilton    | Mercedes    | 53   | 1h27m31,193   |                  |
| 2                 | 2         | 33 | Max Verstappen    | Red Bull    | 53   | +0:01,211     |                  |
| 3                 | Bez zmian | 3  | Daniel Ricciardo  | Red Bull    | 53   | +0:09,679     |                  |
| 4                 | 3         | 77 | Valtteri Bottas   | Mercedes    | 53   | +0:10,580     |                  |
| 5                 | 6         | 7  | Kimi Räikkönen    | Ferrari     | 53   | +0:32,622     |                  |
| 6                 | 1         | 31 | Esteban Ocon      | Force India | 53   | +1:07,788     |                  |
| 7                 | 1         | 11 | Sergio Pérez      | Force India | 53   | +1:11,424     |                  |
| 8                 | 4         | 20 | Kevin Magnussen   | Haas        | 53   | +1:28,953     |                  |
| 9                 | 4         | 8  | Romain Grosjean   | Haas        | 53   | +1:29,883     |                  |
| 10                | 2         | 19 | Felipe Massa      | Williams    | 52   | +1 okr.       |                  |
| 11                | 9         | 14 | Fernando Alonso   | McLaren     | 52   | +1 okr.       |                  |
| 12                | 6         | 30 | Jolyon Palmer     | Renault     | 52   | +1 okr.       |                  |
| 13                | 1         | 10 | Pierre Gasly      | Toro Rosso  | 52   | +1 okr.       |                  |
| 14                | 5         | 2  | Stoffel Vandoorne | McLaren     | 52   | +1 okr.       |                  |
| 15                | 2         | 94 | Pascal Wehrlein   | Sauber      | 51   | +2 okr.       |                  |
| Niesklasyfikowani |           |    |                   |             |      |               |                  |
|                   |           | 18 | Lance Stroll      | Williams    | 45   | +8 okr.       | przebita opona   |
|                   |           | 27 | Nico Hülkenberg   | Renault     | 40   | +13 okr.      | awaria DRS       |
|                   |           | 9  | Marcus Ericsson   | Sauber      | 7    | +46 okr.      | wypadek          |
|                   |           | 5  | Sebastian Vettel  | Ferrari     | 4    | +49 okr.      | świeca zapłonowa |
|                   |           | 55 | Carlos Sainz Jr.  | Toro Rosso  | 0    | +53 okr.      | wypadek          |
| P                 | + / –     | Nr | Kierowca          | Konstruktor | Okr. | Czas / Strata | Komentarz        |

### Najszybsze okrążenie
Źródło: Wyprzedź Mnie!
| Nr | Kierowca        | Konstruktor | Czas     | Okr. |
| -- | --------------- | ----------- | -------- | ---- |
| 77 | Valtteri Bottas | Mercedes    | 1:33,144 | 50   |

### Prowadzenie w wyścigu
| Nr                              | Kierowca         | Konstruktor | Okrążenia   | Suma |
| ------------------------------- | ---------------- | ----------- | ----------- | ---- |
| 44                              | Lewis Hamilton   | Mercedes    | 1-22, 28-53 | 48   |
| 3                               | Daniel Ricciardo | Red Bull    | 23-25       | 3    |
| 77                              | Valtteri Bottas  | Mercedes    | 26-27       | 2    |
| \| Wykres \| \| ------ \| \| \| |                  |             |             |      |
| Źródło: racing-reference.info   |                  |             |             |      |
| Wykres                          |                  |             |             |      |
|                                 |                  |             |             |      |

## Klasyfikacja po zakończeniu wyścigu

### Kierowcy
| P                 | +/− | Kierowca           | Starty | Punkty | P1 | P2 | P3 | PP | NO | NS |
| ----------------- | --- | ------------------ | ------ | ------ | -- | -- | -- | -- | -- | -- |
| 1                 | 0   | Lewis Hamilton     | 16     | 306    | 8  | 3  | –  | 10 | 7  | –  |
| 2                 | 0   | Sebastian Vettel   | 16     | 247    | 4  | 5  | 1  | 3  | 3  | 2  |
| 3                 | 0   | Valtteri Bottas    | 16     | 234    | 2  | 4  | 4  | 2  | 1  | 1  |
| 4                 | 0   | Daniel Ricciardo   | 16     | 192    | 1  | 1  | 7  | –  | 1  | 3  |
| 5                 | 0   | Kimi Räikkönen     | 15     | 148    | –  | 2  | 2  | 1  | 2  | 2  |
| 6                 | 0   | Max Verstappen     | 16     | 111    | 1  | 1  | 1  | –  | –  | 7  |
| 7                 | 0   | Sergio Pérez       | 16     | 82     | –  | –  | –  | –  | 1  | 1  |
| 8                 | 0   | Esteban Ocon       | 16     | 65     | –  | –  | –  | –  | –  | –  |
| 9                 | 0   | Carlos Sainz Jr.   | 16     | 48     | –  | –  | –  | –  | –  | 6  |
| 10                | 0   | Nico Hülkenberg    | 16     | 34     | –  | –  | –  | –  | –  | 4  |
| 11                | 0   | Felipe Massa       | 15     | 34     | –  | –  | –  | –  | –  | 2  |
| 12                | 0   | Lance Stroll       | 16     | 32     | –  | –  | 1  | –  | –  | 4  |
| 13                | 0   | Romain Grosjean    | 16     | 28     | –  | –  | –  | –  | –  | 3  |
| 14                | +1  | Kevin Magnussen    | 16     | 15     | –  | –  | –  | –  | –  | 4  |
| 15                | −1  | Stoffel Vandoorne  | 15     | 13     | –  | –  | –  | –  | –  | 4  |
| 16                | 0   | Fernando Alonso    | 14     | 10     | –  | –  | –  | –  | 1  | 6  |
| 17                | 0   | Jolyon Palmer      | 15     | 8      | –  | –  | –  | –  | –  | 4  |
| 18                | 0   | Pascal Wehrlein    | 14     | 5      | –  | –  | –  | –  | –  | 2  |
| 19                | 0   | Daniił Kwiat       | 14     | 4      | –  | –  | –  | –  | –  | 4  |
| 20                | 0   | Marcus Ericsson    | 16     | 0      | –  | –  | –  | –  | –  | 5  |
| 21                | 0   | Antonio Giovinazzi | 2      | 0      | –  | –  | –  | –  | –  | 1  |
| 22                | 0   | Pierre Gasly       | 2      | 0      | –  | –  | –  | –  | –  | –  |
| Niesklasyfikowani |     |                    |        |        |    |    |    |    |    |    |
|                   |     | Jenson Button      | 1      | –      | –  | –  | –  | –  | –  | 1  |
|                   |     | Paul di Resta      | 1      | –      | –  | –  | –  | –  | –  | 1  |
| P                 | +/− | Kierowca           | Starty | Punkty | P1 | P2 | P3 | PP | NO | NS |

### Konstruktorzy
| P  | +/− | Konstruktor               | Starty | Punkty | P1 | P2 | P3 | PP | NO | NS |
| -- | --- | ------------------------- | ------ | ------ | -- | -- | -- | -- | -- | -- |
| 1  | 0   | Mercedes                  | 32     | 540    | 10 | 7  | 4  | 12 | 8  | 1  |
| 2  | 0   | Ferrari                   | 31     | 395    | 4  | 7  | 3  | 4  | 5  | 4  |
| 3  | 0   | Red Bull Racing TAG Heuer | 32     | 303    | 2  | 2  | 8  | –  | 1  | 10 |
| 4  | 0   | Force India Mercedes      | 32     | 147    | –  | –  | –  | –  | 1  | 1  |
| 5  | 0   | Williams Mercedes         | 32     | 66     | –  | –  | 1  | –  | –  | 7  |
| 6  | 0   | Toro Rosso                | 32     | 52     | –  | –  | –  | –  | –  | 10 |
| 7  | +1  | Haas Ferrari              | 32     | 43     | –  | –  | –  | –  | –  | 7  |
| 8  | −1  | Renault                   | 31     | 42     | –  | –  | –  | –  | –  | 8  |
| 9  | 0   | McLaren Honda             | 30     | 23     | –  | –  | –  | –  | 1  | 11 |
| 10 | 0   | Sauber                    | 32     | 5      | –  | –  | –  | –  | –  | 8  |
| P  | +/− | Kierowca                  | Starty | Punkty | P1 | P2 | P3 | PP | NO | NS |